# Карналл, Рудольф фон
Рудольф фон Карналл (нем. Rudolf von Carnall; 9 февраля 1804, Глатц, Графство Глац, Королевство Пруссия — 17 ноября 1874, Бреслау, Силезия, Королевство Пруссия) — немецкий горный инженер, именем которого назван минерал карналлит.

## Биография
Выходец из дворянской семьи фон Карналл (де Карналл), туманного происхождения, жившей первоначально в герцогстве Курляндском. Часть Карналлов в дальнейшем перебрались в Швецию и, в конечном итоге, в российское Великое княжество Финляндское, тогда как другие — в Королевство Пруссию.
Рудольф фон Карналл родился в 1804 году в Глатце. В первой половине 1820-х годов он изучал горное дело в Берлине, после чего был назначен инженером горнодобывающего управления Тарновица в Верхней Силезии, а затем руководил работой свинцово-серебряного рудника Фридрихсгрубе (нем.) рядом с тем же городом. Он также преподавал в Горной школе в Тарновице и опубликовал книгу по горному делу.
С 1844 года Карналл работал в горном управлении в Бонне, а с 1847 года — в Берлине, где он сыграл важную роль в модернизации прусской горнодобывающей промышленности и параллельно занимался преподаванием. Уже в 1848 году фон Карналл стал одним из учредителей Немецкого геологического общества. В дальнейшем он также основал «Журнал горного дела, металлургии и добычи соли». Был членом Общества немецких естествоиспытателей и врачей.
в 1855 году фон Карналл возглавил горнодобывающую промышленность Верхней Силезии — горный округ с центром в Бреслау. На этой должности Карналл инициировал создание Силезской ассоциации горнодобывающей промышленности и металлургии и отвечал за редактирование ежегодника и еженедельного журнала ассоциации. Его геогностическая карта Верхней Силезии (1857), хотя и была заменена в дальнейшем картой Рёмера, для своего времени имела большое значение. В 1865 году фон Карналл был избран почётным членом Ассоциации немецких инженеров.
Карналл был женат на знатной дворянке Эмилии фон Бюттнер (1808—1863). В этом браке родились две дочери.
В 1861 году фон Карналл вышел в отставку. Скончался в Бреслау в 1874 году.